# Zmora

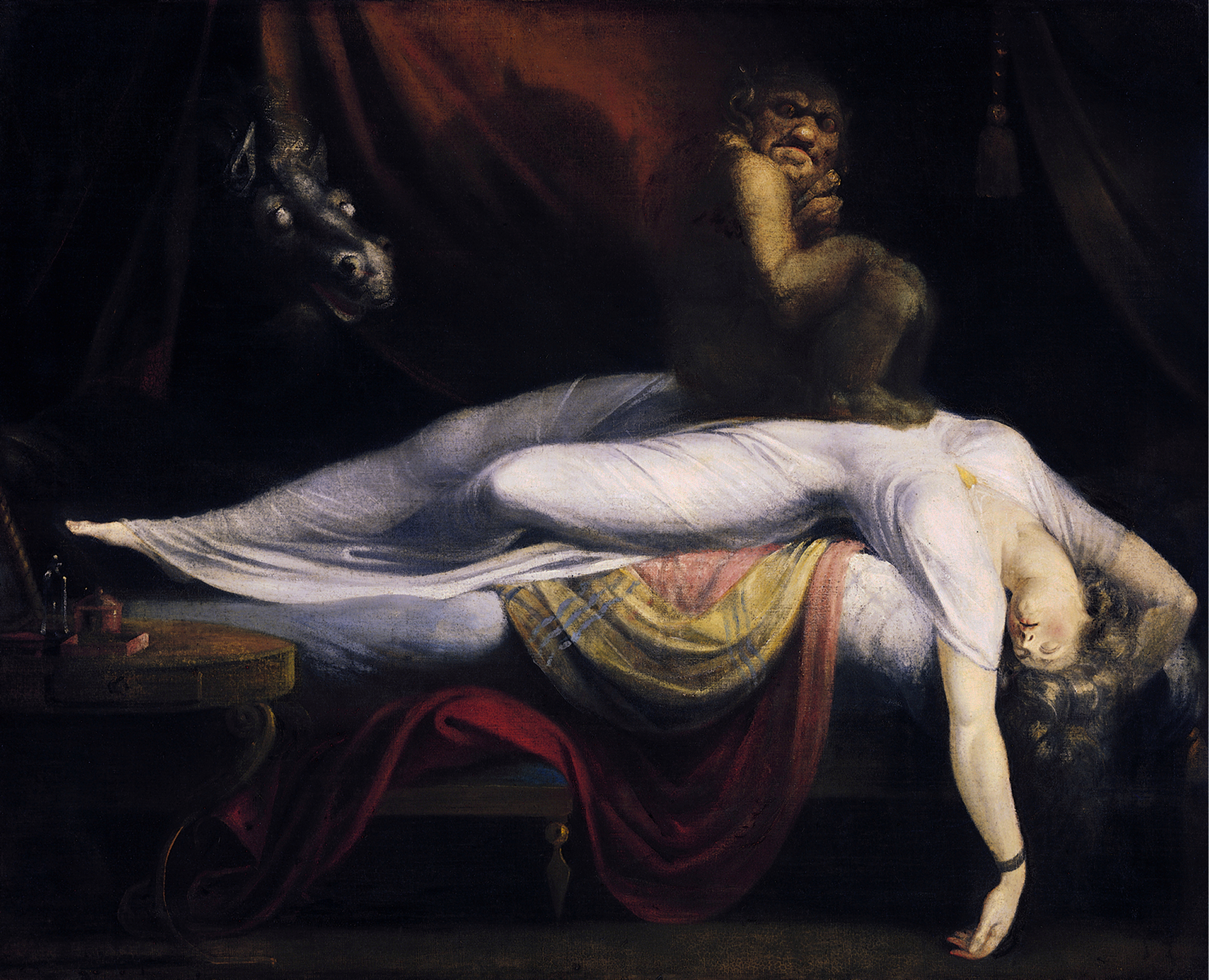
Nocna mara, 1781

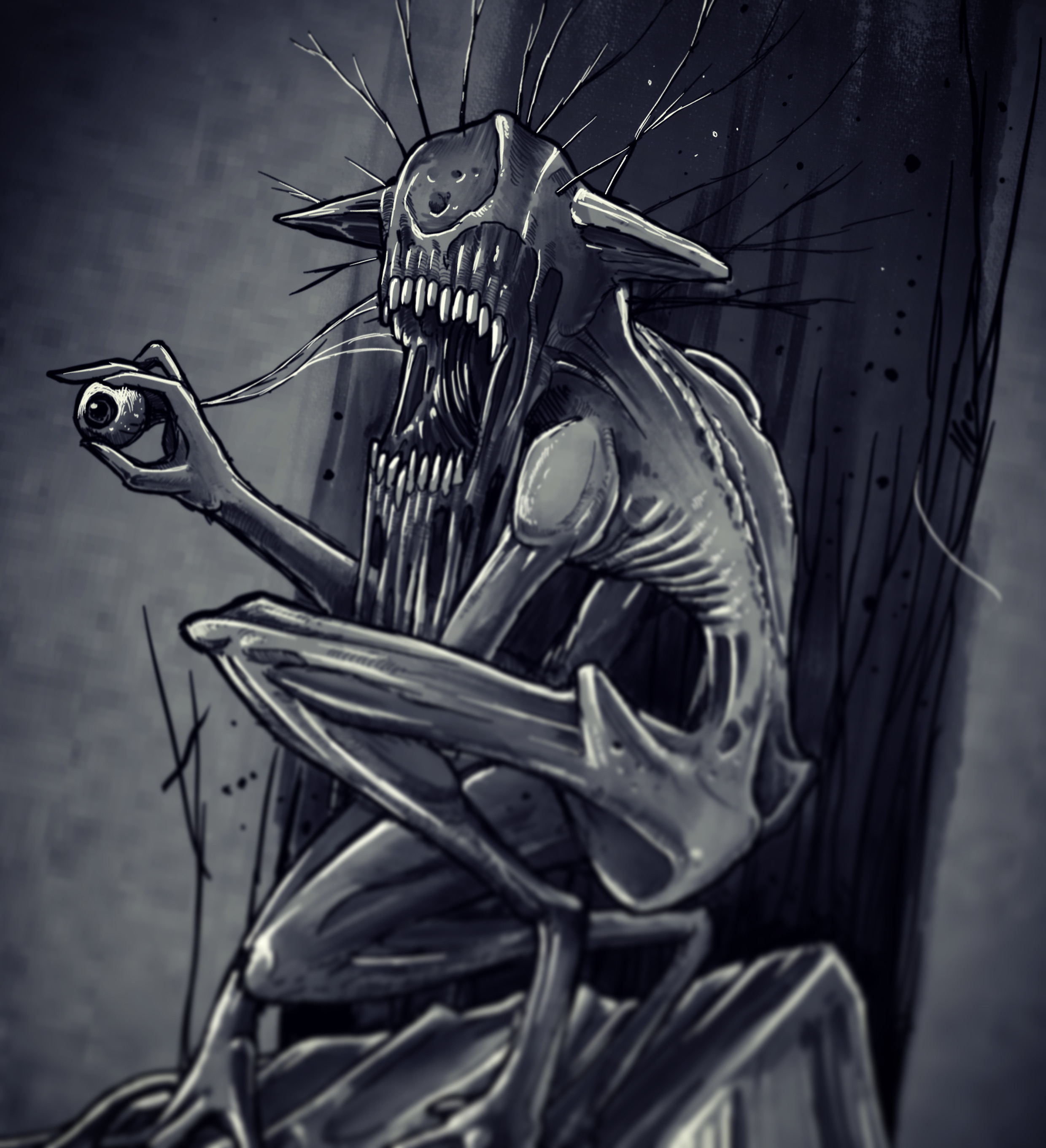
Zmora, grafika – Tomasz Kruczy

Zmora, zwana też marą (stąd powiedzenie sen mara, Bóg wiara) – w wierzeniach słowiańskich i nordyckich istota półdemoniczna, dusza człowieka żyjącego lub zmarłego, która nocą męczyła śpiących, wysysając z nich krew.

## Etymologia
Mara „demon śmierci” – poświadczone w folklorze ukraińskim, bułgarskim, czeskim i polskim. Ukraińskie Мара/Mára, bułgarskie Мара/Mará, polskie Marzanna, czeskie Mařena itd., staroindyjskie mara (rodzaj męski) „śmierć, zaraza”, Mara – uosobienie śmierci, demon ciemności; diabeł, „zły, wspólny ario-słowiański derywat” z vṛddhi od *moro- „śmierć”. Czasami zmorę nazywano strzygoniem lub strzygą. W etnograficznych zapisach spotyka się też w odniesieniu do mary/zmory nazwę kikimora lub kukumora, a także nocnica, dusiołek, gnieciuch, macek, siodełko.

## Opis

### Pochodzenie zmór
Według ludowych podań zmorami zostawały dusze grzesznych kobiet, dusze ludzi skrzywdzonych, zmarłych bez spowiedzi, potępionych. Zmorami często bywały siódme córki danego małżeństwa lub osoby, którym przy chrzcie przeinaczono imię. „Zmorowatość” dotykać też mogła osoby mające zrośnięte nad oczyma brwi (w Polsce w okolicach Kalisza, poza tym w Czechach i na Łużycach) lub różnokolorowe oczy. Zmorą mogła być sąsiadka/żona – działająca jako zmora nocami. Zmorą mogła być też panna, która miała zostać czyjąś żoną, a chłopak poślubił jednak inną (przychodzi wtedy dręczyć nocami niedoszłego małżonka). Zmorą mogło zostać też dziecko kobiety, która w ciąży spotkała się z dwiema ciężarnymi znajomymi i przypadkowo przeszła pomiędzy nimi.
Istnieją wierzenia (m.in. w centralnej i północno-zachodniej Polsce), że zmorą zostaje po śmierci np. osoba, przy której na łożu śmierci (według innych wariantów w czasie chrztu), ktoś odmawiając Pozdrowienie Anielskie, przejęzyczył się i powiedział Zmoraś Mario zamiast Zdrowaś Mario lub Bóg-mara zamiast Bóg-wiara.

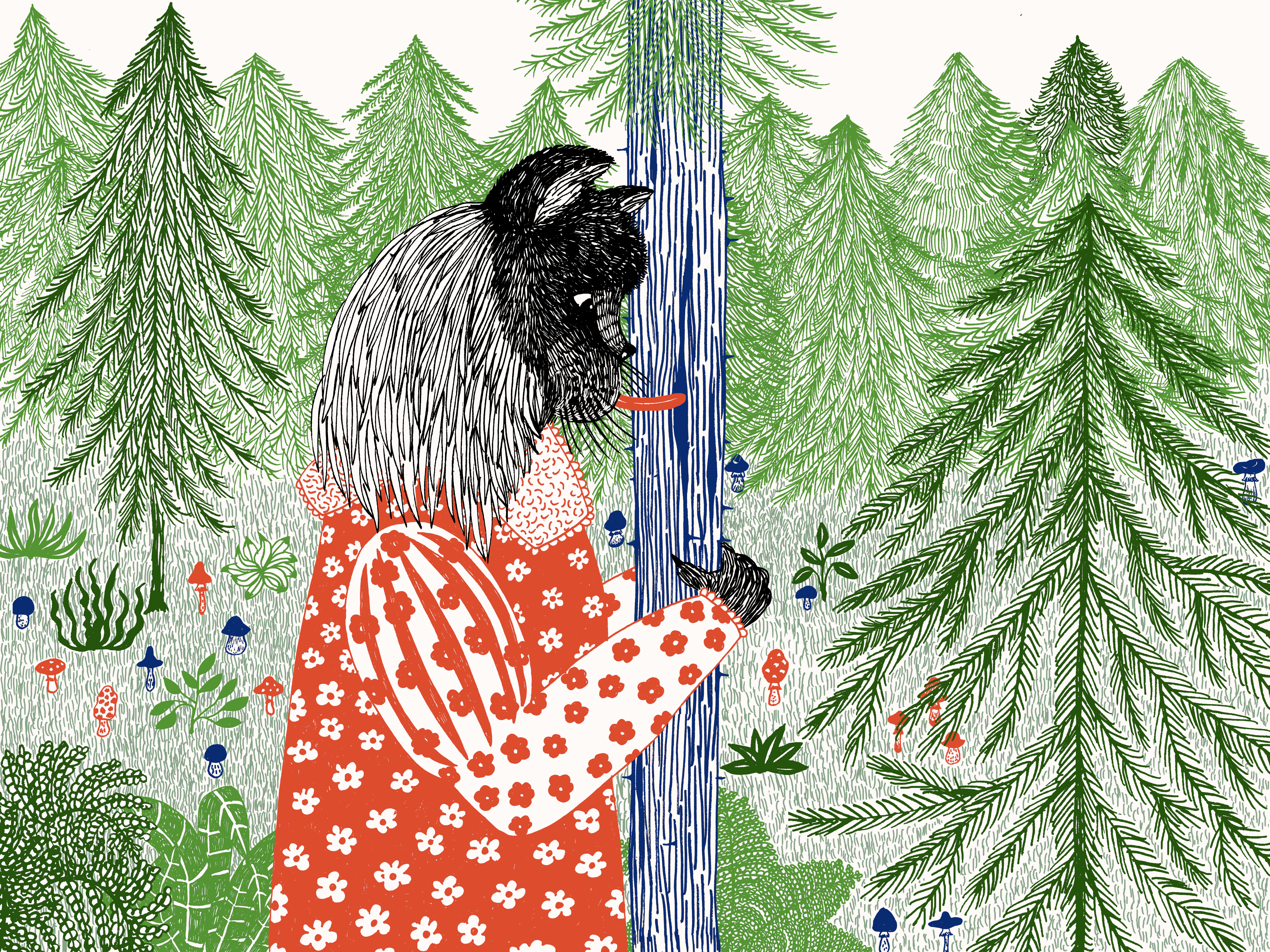
Zmora dusząca drzewa – grafika, Kasia Walentynowicz

Oprócz zmór duszących ludzi, były też zmory duszące kamienie, rośliny (wypijają sok z drzew), wodę, ciernie.
Zmory mogły współpracować z boginkami i czarownicami.
Wierzenia o zmorach można tłumaczyć zjawiskiem paraliżu sennego.

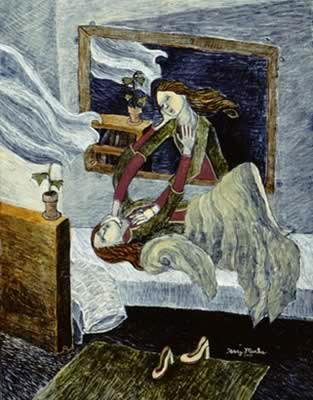
Terry Marks, Nightmare in a Mirror

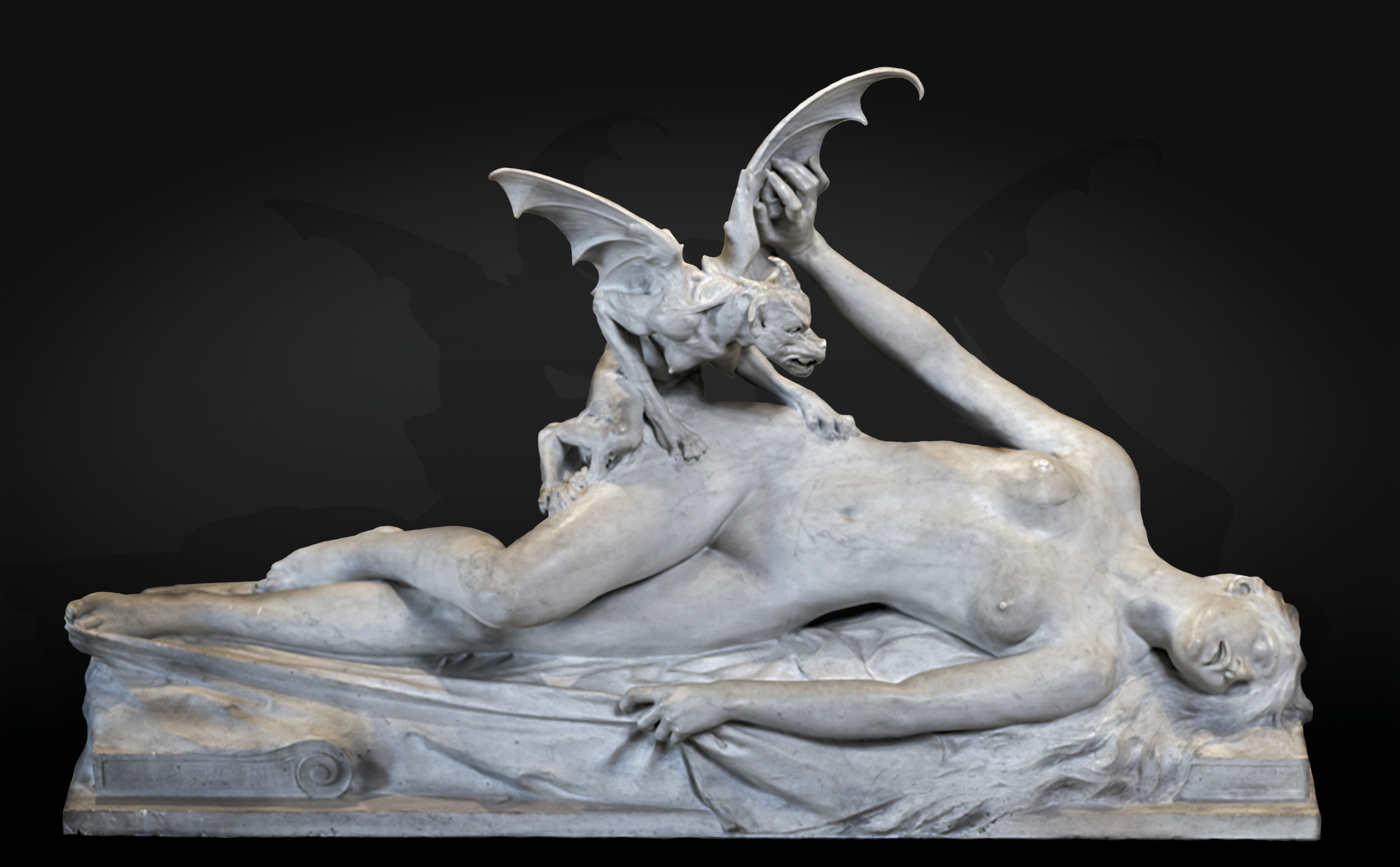
Eugène Thivier, Koszmar

### Wygląd i działanie zmory
Zmorę wyobrażano sobie jako wysoką kobietę o nienaturalnie długich nogach i przezroczystym ciele. Można ją było dostrzec przy świetle księżyca, gdy jego promienie przechodziły przez ciało zmory. Wyglądała więc jak widmo, nie jak „żywy trup”, jakim był strzygoń lub wampir, które w późniejszych przekazach często mieszano z pierwotnymi wierzeniami o wyglądzie zmór.
Zmorę przedstawiano także w postaci kościotrupa ludzkiego.
W wielu podaniach zmora pojawia się jako znana we wsi osoba, na przykład czyjaś żona, która skutecznie latami ukrywa swoją prawdziwą naturę. W jej wyglądzie uderzała wtedy siność ust, obwisła dolna warga oraz podpuchnięte lub zapadłe oczy. Zmora-mieszkanka wsi może być zarówno zmorą duszącą ludzi lub zwierzęta, jak i taka duszącą rośliny (np. poprzez conocne wypijanie soku z osiki).
Zmora potrafiła też zmieniać się w rozmaite zwierzęta: kota, kunę, żabę, mysz, a także w przedmioty martwe:
- słomka lub trawa (Polska centralna i zachodnia)
- kłos zboża, igła (Ziemia Chełmińska)
- nić, tasiemka, sznurek, powróz (Wielkopolska, Pomorze, Beskid Śląski)
- kłębek nici (Mazury)
- pióro (Łowicz)[10]
- jabłko, gruszka[8]
- bezkształtna, czarna masa (Górny Śląsk)[11].

Podania przypisują zmorze zdolność do otwarcia każdego zamka. Według podań zmora żywi się krwią. Siada na piersiach śpiącej osoby, przyciska piersi kolanami i powoduje uderzenie krwi do głowy. W ten sposób pozbawia powoli tchu swoją ofiarę. Spija krew wypływającą nosem lub też nacina zębami żyłkę na skroni lub szyi i wysysa. Zostawia też ślady od pazurów na klatce piersiowej śpiącego. Ofiara zmory traci siły i energię, które później odzyskuje w naturalny sposób. Mocno wygłodzona zmora potrafiła jednak zabić swoją ofiarę.
Mówiono również, że gdy zmora znajdowała się przy ofierze, siadała śpiącemu na klatce piersiowej, po czym długimi palcami otwierała usta śpiącego i wpychała tam długi język. W ten sposób wysysając krew.
Człowiek dręczony przez zmorę jęczy, poci się i rzuca się na łóżku, wreszcie jest omdlały, leży jak sparaliżowany. Charakterystyczny był stan człowieka tuż po obudzeniu się: przejmujące uczucie zmęczenia, „bycia gniecionym całą noc”. Gdy osoba zaatakowana przez zmorę budziła się, ta natychmiast uciekała. Niewyspany człowiek jest następnego dnia „blady jak zmora”.
Najedzona zmora udaje się do stajni, gdzie dosiada konia i zmusza go do galopu, dbając, by zawsze być oświetloną promieniami księżyca. Kiedy koń osłabnie, zawraca i zostawia zwierzę w stajni. Niektóre zmory męczyły zwierzęta gospodarskie i sprowadzały na nie pomór.

### Metody ochrony przed zmorą
By pomóc śpiącemu, którego dręczy zmora, należało zbliżyć się z butelką w prawej ręce, a lewą ręką zagarnąć od głowy śpiącego ku stopom, następnie zakryć ręką i zakorkować naczynie. Butelkę z pochwyconą zmorą należało utopić lub wrzucić w ogień. W wodzie długo słychać kwilenie podobne do kwilenia małego dziecka, w ogniu, gdy pęknie szkło słychać pisk oparzonej zmory, która wraz z dymem jako czarna pręga uchodzi kominem.
Skuteczną metodą ochrony przed zmorą była zmiana pozycji snu. Należało położyć się w łóżku odwrotnie, z głową w nogach łoża, bądź nie na wznak. Dodatkowo można było spać ze skrzyżowanymi nogami.
Częstym sposobem było położenie snopka/wiązki słomy na łóżku, gdy tymczasem właściciel posłania szedł spać do innego pomieszczenia. Rozgniewana zmora mogła wbić nóż w snopek, po czym nigdy już nie wrócić. Inne zanotowane na terenach Polski sposoby na odpędzenie zmory to np.:
- wypić przed snem fusy z kawy (wieś Wojciechowo)
- zabrać zmorze czapkę, którą zwykle zostawia na żarnach w sieni (wieś Czarna)
- rzucić w zmorę pasek z wisielca (wieś Lipnica Dolna)
- spać w ślubnym, skórzanym pasie lub z kosą przy boku (Krakowskie)[4]
- zaprosić zmorę na śniadanie[12]
- położyć na progu skrzyżowane siekierę i miotłę[12]
- zatknąć w drzwiach szydło[12]
- spać z gwoździem i młotkiem, by ubić zmorę[8]
- wysmarować drzwi kałem lub jeść podczas załatwiania potrzeb fizjologicznych (Górny Śląsk i inne)[11].

Różne sposoby ochrony przed zmorą stosowano także wobec nawiedzanych przez istotę zwierząt domowych. Sposobem na zabezpieczenie stajni przed zmorą było przybicie nad drzwiami lub na drzwiach zabitej sroki lub drapieżnego ptaka zabitego w wigilię Bożego Narodzenia. Koniom wplatano czerwone wstążeczki w grzywę, wokół stajni rysowano poświęconą kredą krąg, zawieszano nad żłobem lustro. Smarowano też grzbiet konia cuchnącą substancją. Z kolei splecioną w warkoczyki końską grzywę ucinano, następnie kładziono na kamieniu i drugim kamieniem obijano, by „wybić zmorze palce”.